# Mughiphantes jaegeri
Mughiphantes jaegeri är en spindelart som beskrevs av Andrei V. Tanasevitch 2006. Mughiphantes jaegeri ingår i släktet Mughiphantes och familjen täckvävarspindlar. Inga underarter finns listade i Catalogue of Life.